# Narnawi
Narnawi és una població de l'Índia a l'estat d'Haryana a 130 km al sud-oest de Delhi. La seva fama deriva de ser presumptament el lloc de naixement de Xer-Xah Surí. Ja el 1137 i fins i tot una mica abans, hi residia un santó musulmà. A la població hi ha restes d'arquitectura islàmica de totes les fases. Hi ha la tomba d'Ibrahim Khan Surí, avi de Xer-Xah Surí construïda pel seu net el 1540 després de l'expulsió d'Humayun de Delhi.